# Слободан Вукосавић
Слободан Вукосавић (Сарајево, 27. јануар 1962) је српски електротехничар, академик и редовни члан састава Српске академије наука и уметности од 4. новембра 2021.

## Биографија
Завршио је основне студије електротехнике на Електротехничком факултету Универзитета у Београду 1985, магистарске студије електротехнике 1987. и докторске студије техничких наука 1989. Радио је у Електротехничком институту Никола Тесла 1986, као наставник на Електротехничком факултету 1995. и као редовни професор од 2002. године. Спољни је уредник IET Electric Power Application, Electronics Journal, Facta Universitatis. Series:Philosophy, Sociology, Psychology and History и један је од уредника IEEE Transactions on Energy Conversion. Председник је Одбора за енергетику и Одбора за ресурсе Српске академије наука и уметности. Члан је Друштва за енергетску електронику, Академије инжењерских наука Србије, IEC комисије, потпредседник је Друштва за ЕТРАН, члан је Института електротехничких и електронских инжењера, програмског одбора међународних конференција Међународни симпозијум о индустријској електроници и Међународни симпозијум о енергетској електроници.

## Области рада
Основне области научног рада Слободана Вукосавића су електромеханичко претварање енергије, дигитално управљање, индустријска роботика и енергетска електроника. Значајан део његовог научног рада обухвата истраживања у области индустријске роботике и производних аутомата.

## Признања и награде
- Добитник је Теслине награде за врхунска инжењерска достигнућа, награде Привредне коморе Београда[2] и придружени је професор Универзитета у Бостону од 2003.[1]
- Добитник је награде „Проф. Бранко Раковић“.[2]
- За дописног члана АИНС изабран је 2002, а за редовног члана 2007.[2]